# Eleonora Oliva
Eleonora Oliva (Lavagna, 8 agosto 1998) è una calciatrice italiana, di ruolo attaccante.

## Biografia
Ha due lauree: una in Scienze motorie e una in Scienza della nutrizione.

## Carriera
Nata e cresciuta a Lavagna, Eleonora Oliva si sviulppa calcisticamente nella delegazione femminile della Lavagnese, presso cui disputa il campionato di Serie C 2016-2017, che vede le bianconere promosse in Serie B 2017-2018, fino a che, al termine della stagione, il Genoa non ne acquista il titolo sportivo tramutando la Lavagnese in Genoa Women.
Al Genoa Women Oliva resta per una stagione di Serie B, effettuando 21 presenze, quando nella sessione estiva la mancata iscrizione al campionato da parte delle rossoblù la farà accasare al Cesena, sempre in Serie B.
Il 22 agosto 2020 debutta in Serie A, alla prima giornata di campionato, in occasione dell'incontro Verona-Juventus. Nel corso della stagione Eleonora Oliva disputa altre 10 partite, e nel corso della stagione successiva si conferma in massima serie effettuando 14 presenze sempre con le scaligere.
Dopo una breve parentesi di cinque mesi al Napoli, Oliva ritorna al Genoa nel dicembre 2022. Nell'estate 2024 rinnova per un ulteriore anno.

## Statistiche

### Presenze e reti nei club
Statistiche aggiornate al 10 febbraio 2025.
| Stagione         | Squadra          | Campionato       | Campionato | Campionato | Coppe nazionali | Coppe nazionali | Coppe nazionali | Coppe continentali | Coppe continentali | Coppe continentali | Altre coppe | Altre coppe | Altre coppe | Totale | Totale |
| Stagione         | Squadra          | Comp             | Pres       | Reti       | Comp            | Pres            | Reti            | Comp               | Pres               | Reti               | Comp        | Pres        | Reti        | Pres   | Reti   |
| ---------------- | ---------------- | ---------------- | ---------- | ---------- | --------------- | --------------- | --------------- | ------------------ | ------------------ | ------------------ | ----------- | ----------- | ----------- | ------ | ------ |
| 2016-2017        | Lavagnese        | C                | 10         | 6          | CIC             | ?               | ?               | -                  | -                  | -                  | -           | -           | -           | 10+    | 6+     |
| 2017-2018        | Lavagnese        | B                | 23+        | 1          | CI              | 2               | 0               | -                  | -                  | -                  | -           | -           | -           | 25+    | 1      |
| Totale Lavagnese | Totale Lavagnese | Totale Lavagnese | 33+        | 7          |                 | 2+              | 0+              |                    | -                  | -                  |             | -           | -           | 35+    | 7+     |
| 2018-2019        | Genoa Women      | B                | 21         | 0          | CI              | ?               | 0               | -                  | -                  | -                  | -           | -           | -           | 21+    | 0      |
| 2019-2020        | Cesena           | B                | 13         | 0          | CI              | 1               | 0               | -                  | -                  | -                  | -           | -           | -           | 14     | 0      |
| 2020-2021        | Verona           | A                | 11         | 0          | CI              | 1               | 0               | -                  | -                  | -                  | -           | -           | -           | 12     | 0      |
| 2021-2022        | Verona           | A                | 14         | 0          | CI              | 2               | 0               | -                  | -                  | -                  | -           | -           | -           | 16     | 0      |
| Totale Verona    | Totale Verona    | Totale Verona    | 25         | 0          |                 | 3               | 0               |                    | -                  | -                  |             | -           | -           | 28     | 0      |
| giu.-dic. 2022   | Napoli           | B                | 4          | 0          | CI              | 0               | 0               | -                  | -                  | -                  | -           | -           | -           | 4      | 0      |
| dic. 2022-2023   | Genoa            | B                | 14         | 0          | CI              | 0               | 0               | -                  | -                  | -                  | -           | -           | -           | 14     | 0      |
| 2023-2024        | Genoa            | B                | 21         | 0          | CI              | 1               | 0               | -                  | -                  | -                  | -           | -           | -           | 22     | 0      |
| 2024-2025        | Genoa            | B                | 6          | 0          | CI              | 0               | 0               | -                  | -                  | -                  | -           | -           | -           | 6      | 0      |
| Totale Genoa     | Totale Genoa     | Totale Genoa     | 41         | 0          |                 | 1               | 0               |                    | -                  | -                  |             | -           | -           | 42     | 0      |
| Totale carriera  | Totale carriera  | Totale carriera  | 137+       | 7          |                 | 7+              | 0+              |                    | -                  | -                  |             | -           | -           | 144+   | 7+     |

## Palmarès

### Club
- Serie C: 1

Lavagnese: 2017